# Pharmacie galénique
Pour les articles homonymes, voir Galénique.

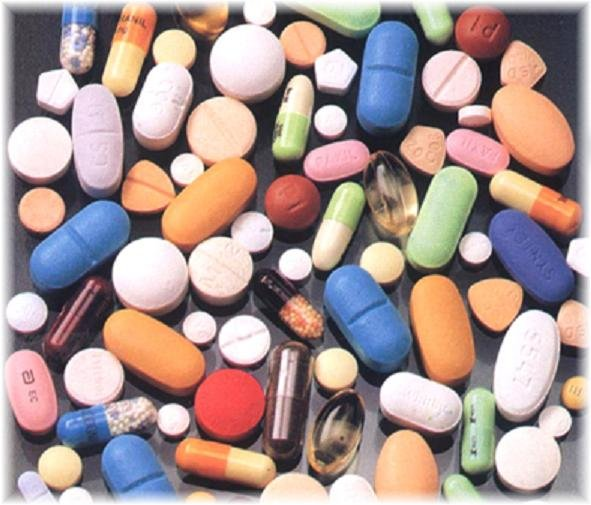
Différentes formes de médicaments.

La pharmacie galénique, du nom du célèbre médecin grec du IIe siècle, Galien, est la science et l'art de préparer un principe actif pour le rendre administrable au patient sous une forme qualifiée de galénique. Comprimé,  pilule, sachet, solution injectable, suspension, liposome sont des exemples de formes galéniques. C'est une science sans laquelle le médicament ne peut exister.
La pharmacie galénique fait partie de la science de la pharmacologie et est en lien avec la pharmacocinétique, de façon à la modifier par modification de forme galénique ou d'excipient utilisé.
Elle s'intéresse aux :
- propriétés physico-chimiques des principes actifs et des excipients de façon qu'ils soient compatibles ;
- dosages ;
- procédés de fabrication des différentes formes comme la pulvérisation, la granulation, l'enrobage, la dessication, la lyophilisation, le tamisage, la compression ;
- voies d'administration ;
- propriétés des matériaux utilisés pour le conditionnement primaire du médicament ;
- conditions de conservation.